# (25233) Tallman
(25233) Tallman est un astéroïde de la ceinture principale.

## Description
(25233) Tallman est un astéroïde de la ceinture principale. Il fut découvert le 14 octobre 1998 à la station Anderson Mesa par le programme de relevé astronomique LONEOS. Il présente une orbite caractérisée par un demi-grand axe de 3,00 UA, une excentricité de 0,10 et une inclinaison de 10,0° par rapport à l'écliptique.